# Mihkli-boerderijmuseum (Hiiumaa)
Het Mihkli-boerderijmuseum is een 18e-eeuws boerderijcomplex en openluchtmuseum in Malvaste, een dorp op het Estse eiland Hiiumaa. Het museum word beheert door de stichting Hiiumaa-museum.
Het museums beheert in totaal 8 panden. Het bestaat uit het woonhuis, gebouwd in 1843 en uitgebreid in 1897, en een aantal bijgebouwen uit de 19e en de vroege 20e eeuw. De boerderij werd in 1988 door het Hiiumaa-museum van de erfgenamen overgekocht. In 1998 werd het complex na een grondige renovatie geopend voor bezoekers.
Mihkli is de Estische naam voor de aartsengel Michaël (Sint-Michiel). Mihklipaëv, de naamdag van Michaël, is in Estland traditioneel de feestdag voor het einde van de oogstperiode.
Op het eiland Saaremaa ligt ook een Mihkli-boerderijmuseum. Dat is niet gerelateerd aan dit museum.
Pikk Maja · Kassari-museum · Mihkli-boerderijmuseum · Rudolf Tobias-huismuseum · Tahkuna-vuurtoren